# Silicate de gallium et de lanthane
Le silicate de gallium et de lanthane, ou LGS, est un composé chimique de formule La3Ga5SiO14. Il s'agit d'une céramique piézoélectrique de la famille des langasites. Il ne présente pas de transition de phase jusqu'à son point de fusion de 1 470 °C. On peut en faire croître des monocristaux par le procédé de Czochralski généralement sous atmosphère d'argon ou d'azote avec jusqu'à 5 % volumique d'oxygène. Ce dernier permet de réduire les pertes en gallium mais doit demeurer à un taux suffisamment bas pour éviter de favoriser la dissolution du platine ou de l'iridium constituant le creuset dans le mélange de constituants liquides. Les cristaux obtenus sont de qualité d'autant meilleure que leur taux de croissance est faible.
Quelques grandeurs physiques du silicate de gallium et de lanthane mesurées à température ambiante sont les suivantes :
- permittivité ε11 = 18,0 ;
- coefficient piézoélectrique d11 = 6,20 pC/N ;
- coefficient de couplage électromécanique k12 = 0,16.

Les langasites forment une famille de matériaux de formule générique A3BC3D2O14 où A indique un site décaédrique, B indique un site octaédrique, et C et D indiquent des sites tétraédriques. Dans le La3Ga5SiO14, les atomes de lanthane occupent les sites A, les atomes de gallium occupent les sites B et C ainsi que la moitié des sites D, et les atomes de silicium occupent les sites D restants. On trouve dans cette famille des composés nommés LTG (La3Ta0,5Ga5,5O14), LNG (La3Nb0,5Ga5,5O14), LTGA (La3Ta0,5Ga5,3Al0,2O14), LNGA (La3Nb0,5Ga5,3Al0,2O14), SNGS (Sr3NbGa3Si2O14), STGS (Sr3TaGa3Si2O14), CNGS (Ca3NbGa3Si2O14), CTGS (Ca3TaGa3Si2O14), CTAS (Ca3TaAl3Si2O14), etc.